# ジョン・デーヴィス (オレゴン州の政治家)
ジョン・デーヴィス（英語: John Davis）は、共和党所属のアメリカ合衆国の政治家。

## 経歴
オックスフォード大学で学び、ジョージフォックス大学で文学士号を取得、ウィラメット法学院で法務博士号を取得した。

### 選挙
2012年、第26選挙区の共和党現職マット・ウィンガードは同年5月15日の共和党予備選挙で対立候補なしに3,067票を獲得して勝利したものの、総選挙を前に出馬を辞退した。7月9日、デーヴィスは代替候補を決めるための地区委員会における特別選挙で勝利。2012年11月6日の総選挙では15,141票（55.5%）を獲得し、民主党候補のワイン・ウィッキラに勝利した。2013年1月14日、第26選挙区からオレゴン州下院議員に選出された。

### 立法
2015年2月、デーヴィスは自転車の運転者に対して反射材の衣類着用を義務付ける法案を提起した。この法案は3月に、衣類ではなく自転車の照明を求める形に修正された。